# Actinothuidium
Actinothuidium monotipski biljni rod iz porodice Helodiaceae, prije u Thuidiaceae,  mahovnjača koja pripada pravim mahovinama (Bryopsida).

## Sinonimi
- Leskea hookeri Mitt., bazionim
- Actinothuidium sikkimense Warnst.[3]
- Thuidium hookeri (Mitt.) A. Jaeger

## Vanjske poveznice
- (engl.) Lescuraea morrisonensis (Takaki) Nog. fo. sichuanensis Wang, Hu & Redfearn, a synonym of Actinothuidium hookeri (Mitt.) Broth